# Cosme Vidal Juan
Cosme Vidal Juan (Eivissa, 1930 - Eivissa, 14 de juny de 2001) fou un polític eivissenc que fou el primer president del Consell Insular d'Eivissa i Formentera.

## Biografia
Juntament amb Ildefons Pineda va fundar el 1957 la Sociedad Deportiva Ibiza. De 1971 a 1979 fou president de la Junta directiva de la secció eivissenca de l'Asociación de Ayuda a la Iglesia Católica (Foica), que finançà el viatge de Joan Pau II a Espanya el 1982.
De 1977 a 1978 fou Delegat de Govern a Eivissa i Formentera. Fou elegit president del Consell Insular d'Eivissa i Formentera el 19 d'abril de 1979 i ostentà el càrrec fins al 1987. Se'l considera clau en la preparació, debat i aprovació de l'Estatut d'Autonomia de les Illes Balears de 1983.
Com a conseqüència de la seva no elecció com a candidat el 1987 a presidir el Consell Insular, es presentà a les eleccions al Parlament de les Illes Balears de 1991 sota les sigles de Federació d'Independents d'Eivissa i Formentera, partit fundat per ell. Obtingué un escó i restà a l'oposició. A la següent legislatura, però, no pogué revalidar aquest escó i es retirà de la vida política el 1995.
De 1980 a 1989 va presidir l'assemblea insular de Creu Roja a Eivissa i Formentera. Impulsà la implantació de Creu Roja del Mar, els serveis de salvament marítim i la seva orientació a la prestació de serveis socials.
L'ajuntament d'Eivissa li concedí la medalla d'or de la ciutat a títol pòstum.